# Ладакальнис

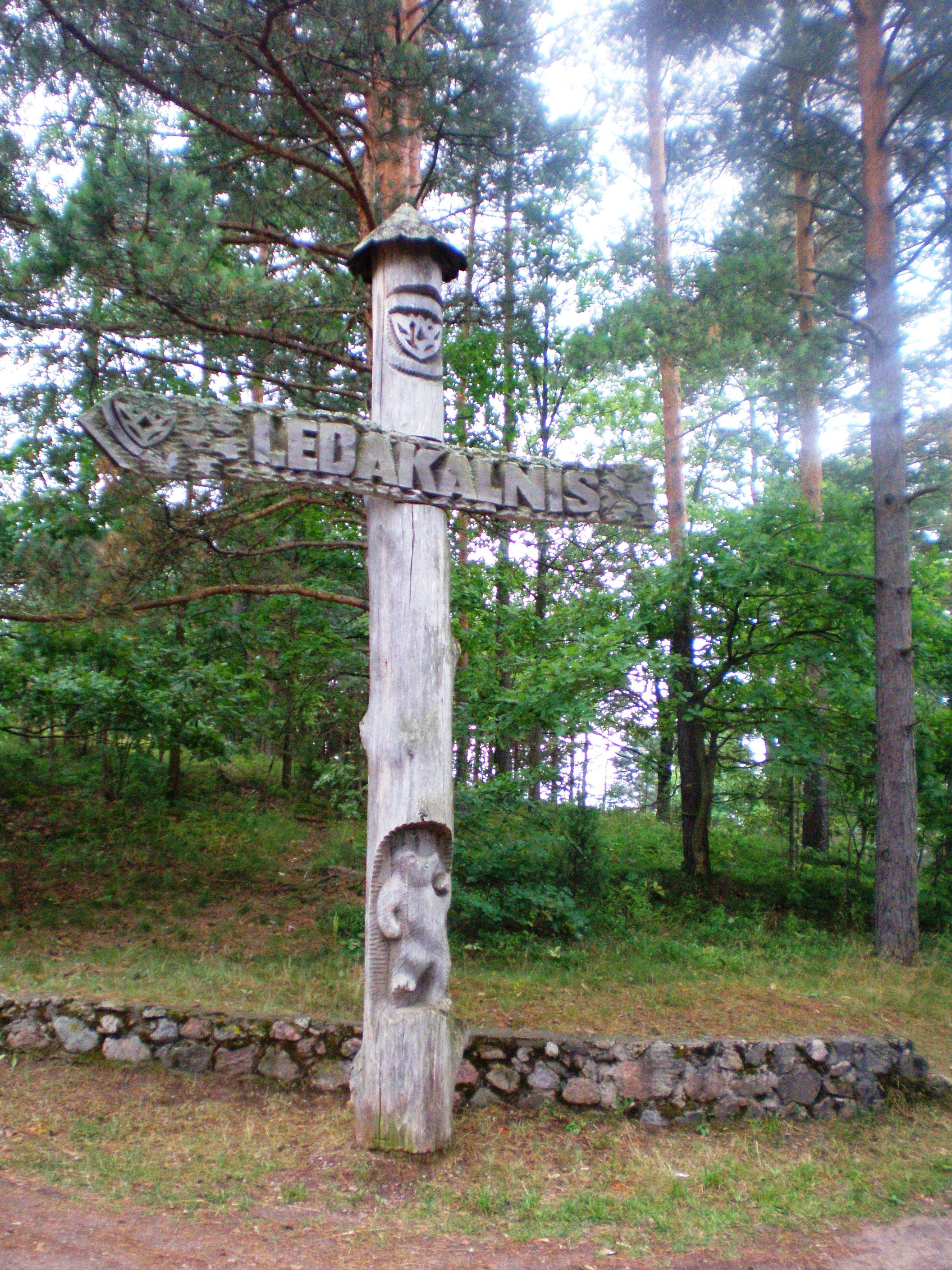
На туристической тропе. Столб у подножья холма

Ля́дакальнис (лит. Ledakalnis — буквально «ледовая гора») или Ладакальнис (лит. Ladakalnis) — гора (холм) в Аукштайтийском национальном парке, Игналинский район, Литва, между озёрами Укояс и Линкменас. Высота холма 175,5 метров над уровнем моря. Ближайший населённый пункт — деревня Папилякальне. С холма можно увидеть шесть озёр: Укояс, Линкменас, Альмаяс, Асекас, Асалнай, Лущяй и Алкенас, из всех семи, соединенных между собой.
Туристическая достопримечательность и памятник природы. Пешие походы, водные путешествия (по протокам семи озёр).
На горе Ладакальнис совершали обряды, посвященные Ладе, богине-матери.